# Medvěd atlaský
Medvěd atlaský (Ursus arctos crowtheri) byl medvědovitá šelma, poddruh medvěda hnědého a jediný zástupce svého druhu, který se vyskytoval v Africe.

## Rozšíření a početnost
Medvěd atlaský byl jediný druh medvěda, který žil v Africe a přežil až do moderní doby. Obýval pohoří Atlas a sousední území od Maroka, až po Libyi. Dnes je tento druh považován za vyhynulý. Měl hnědočernou barvu, srst na nohou měl červenooranžovou, dlouhou 10,2 až 12,7cm. Mohl dorůstat do délky 2,7 metrů a vážit až 450 kg. Živil se kořeny, žaludy a ořechy. Byl především býložravý, ale domnívá se, že žral maso stejně, jako dnešní medvědi. V případě, že byl všežravec, jedl malé savce a mršiny v rozkladu.